# 浄業寺 (西安市)
浄業寺（じょうごうじ）は、中華人民共和国陝西省西安市長安区終南山にある仏教寺院。律宗の祖庭。

## 歴史
浄業寺は隋の開皇元年（581年）に建立された。
唐の武徳7年（624年）、道宣に終南山（南山）の浄業寺に住んで、講学と著述に励んだ。「白泉寺」と改称。麟徳2年（665年）、戒壇を増築した。鑑真て此で聚徒講道した。唐の滅亡後、数百年間でもろく崩れた姿でありました。
明の正統2年（1437年）、主職の雲秀は寺院を再建した。天順4年（1460年）、主職の本泉は寺院を重修した。隆慶元年（1567年）は寺院を修復する。
清の康熙20年（1681年）、高僧厳安は寺院で仏法を発揚する。嘉慶17年（1812年）、主職の際桂は寺院を重修した。道光12年（1832年）、明川法師が伽藍を整備した。
1921年、智海法師は寺院で仏法を発揚する。
中華人民共和国建立後には仏心・智真が相継いで住持となった。1966年、毛沢東が文化大革命を発動し、寺院の宗教活動は中止に追い込まれた。紅衛兵により対寺廟などの宗教施設が徹底的に破壊された。寺内のすべての文化財が消えた。1983年、中華人民共和国国務院は仏寺を漢族地区仏教全国重点寺院に認定した。

## 伽藍
山門、天王殿、大雄宝殿、法堂、道宣塔
『浄業寺』の扁額は南懐瑾筆である。